# Desa Leuwiliang (administrativ by i Indonesien, lat -7,42, long 108,19)
Desa Leuwiliang är en administrativ by i Indonesien.   Den ligger i provinsen Jawa Barat, i den västra delen av landet, 200 km sydost om huvudstaden Jakarta.